# Marko Bošnjak
Marko Bošnjak (Mostar, 2004. január 11. – ) bosnyák-horvát énekes. Ő képviselte Horvátországot a 2025-ös Eurovíziós Dalfesztiválon, Bázelben, a Poison Cake című dalával.

## Pályafutása
2015-ben Bošnjak versenyzőként szerepelt a szerb Pinkove Zvezdice tehetségkutató második évadában. Az első adásban Jennifer Hudson One Night Only című dalát adta elő, amely után mind az öt zsűritag – Milan Stanković, Jelena Tomašević, Goca Tržan, Hari Varešanović és Leontina Vukomanović – továbbjuttatta a következő fordulóba. Második fellépésén Zdravko Čolić Kao moja mati című dalát énekelte, és ismét továbbjutott. 2016. január 6-án Jadranka Stojaković Što te nema című dalát adta elő, majd április 8-án Adele Don't You Remember című számát énekelte. A döntőben ismét elénekelte a Što te nema című dalt, és megnyerte a versenyt.
2021. december 17-én Bošnjakot bejelentették, hogy résztvevője lesz a Dora 2022-nek, amely Horvátország Eurovíziós Dalfesztiválra való indulóját választja ki. Moli za nas című dala 179 pontot szerzett, és a tizennégy induló közül a második helyen végzett. A dal 2022. február 10-én jelent meg hivatalosan Bošnjak debütáló kislemezeként. 2022. április 27-én bejelentették, hogy részt vesz a 62. Spliti Fesztiválon Pjesma za kraj című szerzeményével. Egy évvel később, 2023 elején kiadta harmadik kislemezét, Spokojan címmel, amelyet április 14-én a Nema című dal követett.
2024 júniusában Bošnjak fellépett a zágrábi Pride-on. Szeptemberben jótékonysági koncerten énekelt Gáza megsegítésére a zágrábi Klub Močvarában, amelynek bevételét az ENSZ palesztin menekülteket segítő szervezetének, az UNRWA-nak ajánlották fel.
2024. december 5-én a Hrvatska radiotelevizija bejelentette, hogy az énekes résztvevője lesz a Dora 2025 eurovíziós nemzeti válogatónak. Poison Cake című versenydalával megnyerte a március 2-án rendezett döntőt, ahol a nemzeti és nemzetközi zsűri, valamint közönség pontjai alakították ki a végeredményt, így ő képviselhette hazáját az Eurovíziós Dalfesztiválon. A dalfesztivál május 13-án rendezett első elődöntőjében a tizenkettedik helyen végzett, így nem jutott tovább a döntőbe.
Az eurovíziós nemzeti válogatót megelőzően 2025. február 24-én megnyerte a Sztárban sztár horvát változatát, a Nova TV-n futó Tvoje lice zvuči poznato című műsort.

## Diszkográfia

### Kislemezek
- Moli za nas (2022)
- Pjesma za kraj (2022)
- Spokojan (2023)
- Nema (2023)
- Pusti me (2024)
- Asfalt (2024, Iva Lorens-szel közösen)
- Takav dan (2024)
- Zdravo budi mladi kralju (2024)
- Poison Cake (2025)
- Villain (2025)